# Trollhättans FK
Trollhättans FK är en fotbollsklubb som bildades genom en sammanslagning 1958 av Fallens IK och Trollhättans AIK, vilka båda bildades 1946. 2001 slogs A-lagssektionerna i Trollhättans FK och Trollhättans IF samman och bildade FC Trollhättan. Dam- och ungdomssektionerna i Trollhättans FK bedrivs vidare som tidigare.
Klubben har Stavrelunds IP som sin hemvist, och man anordnar varje år Klassbollen, som samlar tusentals skolungdomar från årskurs 1-6.
A-laget för damer spelar säsongen 2021 i Div 1 och A-Laget för herrar spelar i Div 4. Håkan Sandersson har som tränare för Damlaget varit med hela vägen från Div 3.  
Den mest kända spelaren som har fostrats i klubben är Håkan Mild som spelade 74 A-landskamper och var med i bronslaget i VM 1994. Mild spelade 459 matcher i IFK Göteborg dit han kom 1988. Han avslutade sin aktiva spelarkarriär 2005 och är numera sportchef i IFK Göteborg. Han har också varit proffs i Servette Genève, Real Sociedad och Wimbledon FC.
Andra kända spelare som är fostrade i TFK är Tom Pettersson (IFK Göteborg, Östersund etc) och Johan Dahlin (Malmö FF).
Vid sidan av fotbollen arrangerar TFK under vinterhalvåret en egen tipspromenad som utgår varje söndag från Stavrelunds IP.

## Profiler
- Håkan Mild
- Gustaf Andersson
- Johan Dahlin
- Erik Dahlin
- Robin Jonsson
- Tom Pettersson